# 手紙を書く女
『手紙を書く女』（てがみをかくおんな、蘭: Schrijvende vrouw in het geel、英: A Lady Writing a Letter）は、オランダ黄金時代の画家ヨハネス・フェルメールが1665年ごろに描いた絵画。キャンバスに油彩で描かれた作品で、ワシントンD.C.のナショナル・ギャラリー・オブ・アートが所蔵している。
手紙を書いていた女性が何かに気を取られ、優雅に振り向く情景が描かれている。女性が身につけている首飾りには10個の、イヤリングには2個の真珠が、それぞれあしらわれている。
フェルメールの作品の多くは、自身が住んでいた父祖伝来の屋敷の屋内を背景として描かれている。女性の上着、テーブルクロス、真珠の首飾りなど、この作品に描かれているものが、他のフェルメールの作品にも繰返し描かれている。これらはフェルメール本人かその家族が実際に所持していたもので、描かれている人物像もフェルメールの近親者だった可能性が指摘されている。フェルメール自身はモデルを雇いたかったが、財政が逼迫しており妻子に平穏で豊かな生活を与えるだけの金銭的余裕もなかったということが、その作品に暗示されているとする説もある。
『手紙を書く女』は、1962年にハリー・ウォルドロン・ハヴマイヤー（Harry Waldron Havemeyer）とホーラス・ハヴマイヤー（Horace Havemeyer）がナショナル・ギャラリー・オブ・アートに寄贈した。初めて『手紙を書く女』を貸与されたのはパサデナのノートン・サイモン美術館で、2008年11月7日から2009年2月まで同美術館で開催された展覧会に『手紙を書く女』が展示された。
アメリカの作家ブルー・バリエットの子供向け小説『フェルメールの暗号 (Chasing Vermeer)』では、ナショナル・ギャラリー・オブ・アートから盗まれた『手紙を書く女』をシカゴまで追跡していくことが、小説の重要なプロットとなっている。